# Selce (gmina Litija)
Selce – wieś w Słowenii, w gminie Litija. W 2018 roku liczyła 6 mieszkańców.